# Receptor 5-HT3
O receptor 5-HT3 pertence à superfamília cys-loop de canais de íons ligados a ligandos (abreviados na literatura em inglês LGICs, de ligand-gated ion channels) e, portanto, difere estrutural e funcionalmente de todos os outros receptores receptores 5-HT (5-hidroxitriptamina ou serotonina) os quais receptores acoplados à proteína G. Este canal de íon é seletivo para cátions e media a despolarização e excitação neuronal dentro dos sistemas nervosos central e periférico.